# Rhamphorhynchoidea
De Rhamphorhynchoidea, ook wel 'langstaartpterosauriërs' genoemd, zijn een suborde van uitgestorven vliegende reptielen uit de groep van de Pterosauria. Het begrip is in onbruik geraakt.
In 1901 verdeelde Felix Plieninger de Pterosauria in twee suborden, een voor de 'geavanceerde' soorten met onder andere een korte staart: de Pterodactyloidea, en een voor de 'primitieve' soorten met een lange staart: de Rhamphorhynchoidea. De Pterosauria werden zo dus niet in twee zustergroepen verdeeld maar in een voorouderlijke Rhamphorhynchoidea en een afgescheiden groep nakomelingen: de Pterodactyloidea. De Rhamphorhynchoidea waren hiermee dus opzettelijk parafyletisch: een groep die niet alle afstammelingen bevat. Zulke indelingen hebben een aantal nadelen. Een daarvan is dat de ingesloten groep (de Pterodactyloidea) dezelfde rang krijgt, in dit geval die van 'suborde', als de evolutionair gezien omsluitende groep (de Rhamphorhynchoidea). De term 'sub'orde wordt zo heel misleidend want de Rhamphorhynchoidea zijn evolutionair gezien geen onderverdeling, of afsplitsing, van de Pterosauria: het zijn simpelweg alle Pterosauria die geen Pterodactyloidea zijn. Aan de ene kant betekent dit dat de Ramphorhynchoidea niet nauwer aan elkaar verwant zijn dan aan de Pterodactyloidea: de laatste hebben hun naaste verwanten binnen de Rhamphorhynchoidea — wellicht de Rhamphorhynchidae of misschien de Anurognathidae — waarmee ze een natuurlijke groep vormen, welke verwantschapsstructuur door de parafyletische indeling verborgen wordt. Aan de andere kant kunnen aan de Rhamphorhynchoidea geen eigenschappen worden toegekend die anders zijn dan die van de Pterosauria als geheel: ze zijn immers strikt negatief gedefinieerd (Pterosauria minus Pterodactyloidea). De bouw, ofwel morfologie, die toch de reden was voor Plieninger om de Pterosauria op deze wijze te splitsen, is dus zelf geen strikt criterium om een soort onder een van de twee suborden te scharen. Dat bleek toen later de Anurognathidae ontdekt werden: hoewel ook die geen staart bezaten, werden ze toch bij de Rhamphorhynchoidea ondergebracht.
Een verder nadeel is dat deze terminologie een duidelijke grens suggereert, die tussen twee absolute grootheden, de suborden, terwijl de evolutionaire verandering volledig geleidelijk was. De Pterodactyloidea lijken alleen maar een duidelijk afgescheiden groep door ons gebrek aan kennis over de pterosauriërevolutie die weer veroorzaakt wordt door de slechte conservering van hun fossielen: kenden we de volledige opeenvolging van soorten dan werd iedere grens volstrekt willekeurig en zouden we niet meer kunnen zeggen waar de Rhamphorhynchoidea ophouden en de Pterodactyloidea beginnen.
Aangezien de begrippen Pterosauria en Rhamphorhynchoidea dus binnen een evolutionaire optiek grotendeels samenvallen, is het laatste concept overbodig en, nu men dit zich ten aanzien van parafyletische groepen in het algemeen is gaan realiseren, in onbruik geraakt. Wil men het over die Pterosauria hebben die geen Pterodactyloidea zijn dan omschrijft men het gewoon als zodanig of gebruikt de term 'basale' (ten opzichte van de Pterodactyloidea dan) pterosauriërs. Wel wordt het woord nog tussen aanhalingstekens gebruikt als 'Rhamphorhynchoidea', als informele term voor 'basale pterosauriërs'; de aanhalingstekens maken dan duidelijk dat men zich bewust is van het problematische karakter van de term.
Over deze negatief gedefinieerde verzameling pterosauriërs valt slechts nog het negatieve feit te vermelden dat na het vroege Krijt geen pterosauriërs zijn aangetroffen die geen Pterodactyloidea zijn. Het is dus mogelijk dat alle andere stamlijnen dan de laatste al tijdens het Krijt zijn uitgestorven, wellicht door concurrentie met de Pterodactyloidea of met de vogels.